# Чемпионат Мексики по шахматам
Чемпионат Мексики по шахматам — соревнование, проводимое ежегодно с 1973 г. Организатором турнира является Национальная федерация шахмат Мексики (исп. Federación Nacional de Ajedrez de Mexico A.C.). Изначально турнир проводился по круговой системе. В 1994, 1995 и 1996 гг. чемпионаты были проведены по нокаут-системе. С конца 1990-х гг. соревнование проводится по швейцарской системе.
Соревнование также известно как «национальный абсолютный чемпионат» (Campeonato Nacional Absoluto) или «закрытый национальный чемпионат» (Campeonato Nacional Cerrado) в противоположность открытому чемпионату Мексики (Campeonato Nacional Abierto), проводящемуся с 1954 г.

## Хронологическая таблица
| Год       | Город          | Победитель                                   |
| --------- | -------------- | -------------------------------------------- |
| 1973      | Мехико         | Кампос, Марио                                |
| 1974      | Гуанахуато     | Кампос, Марио                                |
| 1975      | Мехико         | Сисньега, Марсель                            |
| 1976      | Мехико         | Сисньега, Марсель                            |
| 1977      | Мехико         | Сисньега, Марсель Эскондрильяс, Карлос       |
| 1978      |                | Кампос Руис, Альберто                        |
| 1979      | Мехико         | Сисньега, Марсель                            |
| 1981      |                | Фрей Бекман, Кеннет                          |
| 1982      |                | Сисньега, Марсель                            |
| 1983      | Халапа-Энрикес | Фрей Бекман, Кеннет                          |
| 1984      |                | Фрей Бекман, Кеннет                          |
| 1985      |                | Моралес Морено, Умберто                      |
| 1986      | Мехико         | Фрей Бекман, Кеннет Эспиноса Флорес, Рафаэль |
| 1988      | Мехико         | Сисньега, Марсель                            |
| 1989      | Мехико         | Сисньега, Марсель                            |
| 1990      | Вильяэрмоса    | Сисньега, Марсель                            |
| 1992      | Мехико         | Эрнандес Герреро, Хильберто                  |
| 1993      | Линарес        | дель Кампо Карденас, Роберто                 |
| 1994      |                | Эрнандес Герреро, Хильберто                  |
| 1995      |                | Эрнандес Герреро, Хильберто                  |
| 1996      | Монтеррей      | Гонсалес Гарсиа, Хосе                        |
| 1997      | Морелия        | Кальдерин Гонсалес, Роберто                  |
| 1998–1999 | Леон           | Альмейда, Альфонсо                           |
| 1999      | Мехико         | Бланко Синг, Исраэль                         |
| 2000      | Мехико         | Эспиноса Флорес, Рафаэль                     |
| 2001      | Пачука         | Эскобедо Тинахеро, Альберто                  |
| 2002      | Мехико         | Эспиноса Флорес, Рафаэль                     |
| 2003      | Эрмосильо      | Альдама Дегурнай, Дионисио                   |
| 2004      | Пачука         | Гонсалес Самора, Хуан Карлос                 |
| 2005      | Пачука         | Эскобедо Тинахеро, Альберто                  |
| 2006      | Сьюдад-Хуарес  | Гонсалес Самора, Хуан Карлос                 |
| 2007      | Пачука         | Гонсалес Самора, Хуан Карлос                 |
| 2008      | Мехико         | Эспиноса Флорес, Рафаэль                     |
| 2009      | Уатулко        | Эрнандес Герреро, Хильберто                  |
| 2010      | Мехико         | Леон Ойос, Мануэль                           |
| 2011      | Тапачула       | Гонсалес Самора, Хуан Карлос                 |
| 2012      | Мехико         | Гонсалес Самора, Хуан Карлос                 |
| 2013      | Мехико         | Гонсалес Самора, Хуан Карлос                 |
| 2014      | Мехико         | Гонсалес Самора, Хуан Карлос                 |
| 2015      | Мехико         | Моралес Гарсиа, Серхио                       |
| 2016      | Морелия        | Гонсалес Самора, Хуан Карлос                 |
| 2018      | Мехико         | Гонсалес Самора, Хуан Карлос                 |